# 雅礱江
雅礱江（がろうこう）、またはニャクチュ（チベット語: ཉག་ཆུ་, ラテン文字転写: Nyagqu）は、中華人民共和国を流れる川の一つで、ディチュ河（金沙江、長江上流部）の左岸の支流。長江の支流の中でも最長のものの一つである。
雅礱江は、青海省玉樹チベット族自治州南部のバヤン・ハル山脈（巴顔喀拉山）の南麓に発し、四川省に入りカンゼ・チベット族自治州の沙魯里山脈と大雪山脈の間を南へ流れる。沙魯里山脈の西には金沙江が、大雪山脈の東には大渡河が並行して流れている。
カンゼ自治州のカンゼ（甘孜）、ニャロン（新龍）、ニャクチュ（雅江）などを通過し、涼山イ族自治州に入る。州都・西昌市の西で一旦北に曲がり再度南に曲がって大雪山脈を超え、攀枝花市の倮果で金沙江に合流する。
本流の全長は1,637km、うち四川省内の全長は1,375km。流域は四川省、青海省、雲南省の3省29県市にまたがり、その面積は128,444平方kmにおよぶ。
源流から合流点までの標高差は4,420mで、合流点での平均流量は1,914m3/s。川の水量が豊かで落差が大きいため、雅礱江流域には大型ダムが連続し、中国の水力発電の中心地のひとつとなっている。攀枝花市の金沙江との合流点から30kmほど上流には、発電容量3,300MW、年平均発電量170億Kwhの水力発電所・「二灘水電站」がある。さらに上流には、3,600MWの錦屏一級水電站、4,400MWの錦屏二級水電站、1,800MWの官地水電站、450MWの桐子林水電站などが計画され建設途上にある。また南水北調プロジェクトの一環として、雅礱江上流にダムを建設し、北の青海省の黄河上流に水を引く計画もある。
流域にはチベット族、羌族、漢族など多数の民族が住む。

## 支流

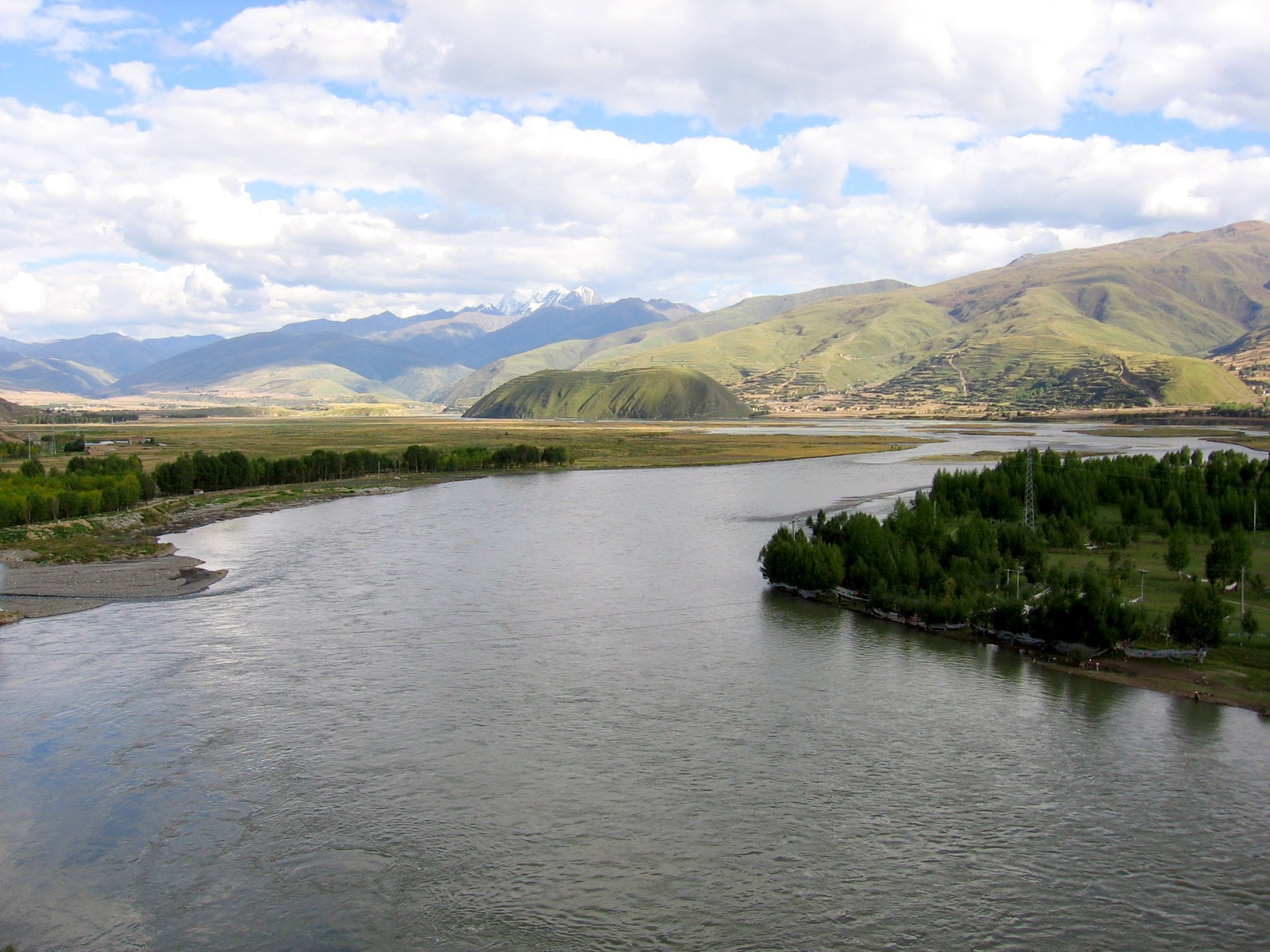
カンゼ県を流れる雅礱江

- 鮮水河（鲜水河）
- 力丘河（力丘河）
- 理塘河（理塘河）
- 九龍河（九龙河）
- 安寧河（安宁河）